# Marco Leonardi
Marco Leonardi (Melbourne, 14 de noviembre de 1971) es un actor italo-australiano de cine y televisión.

## Biografía
Leonardi nació en Australia de padres italianos, se mudó a Italia a la edad de cuatro años.
En 1991 se comprometió con la actriz mexicana Lumi Cavazos pero la relación terminó en 1999. 
En 2000 salió con la actriz estadounidense Rebecca Gayheart pero la relación terminó poco después.

## Carrera
Fue protagonista de la famosa película italiana Cinema Paradiso (1988) y de la película mexicana Como agua para chocolate (1992). 
Ha hecho algunas películas en Estados Unidos como Desperate Measures y Once Upon a Time in Mexico. 
Otras de sus apariciones incluyen la película canadiense The Five Senses.
En 2009 se unió al elenco de la primera temporada de la popular serie italiana Squadra antimafia - Palermo oggi donde dio vida al oficial Africa, uno de los miembros del equipo.

## Filmografía

### Películas
- La Sposa era Bellissima, dirigido por Pál Gábor (1986).
- Último Minuto, dirigido por Pupi Avati (1987).
- Il Coraggio di Parlare, dirigido por Leandro Castellani (1987).
- Ciao Ma', dirigido por Giandomenico Curi (1988).
- Cinema Paradiso, dirigido por Giuseppe Tornatore (1988).
- Scugnizzi, dirigido por Nanni Loy (1989).
- Dimenticare Palermo, dirigido por Francesco Rosi (1990).
- Ferdinando, un uomo d'amore, dirigido por Mème Perlini (1990).
- Como agua para chocolate, dirigido por Alfonso Aráu (1992).
- La Ribelle, dirigido por Aurelio Grimaldi (1993).
- Le Buttane, dirigido por Aurelio Grimaldi (1994).
- Banditi, dirigido por Stefano Mignucci (1995).
- Viva San Isidro, dirigido por Alessandro Cappeletti (1995).
- La sindrome di Stendhal, dirigido por Dario Argento (1996).
- Una vacanza all'inferno, dirigido por Tonino Valerii (1997).
- La frontiera, dirigido por Franco Giraldi (1996).
- Italiani, dirigido por Maurizio Ponzi (1996).
- I cinque sensi, dirigido por Jeremy Podeswa (1999).
- From Dusk till Dawn 3: The Hangman's Daughter (2000).
- Dal tramonto all'alba: la figlia del boia, dirigido por P. J. Pesce (2000)
- I cavalieri che fecero l'impresa, dirigido por Pupi Avati (2001).
- Once Upon a Time in Mexico, dirigido por Robert Rodriguez (2002).
- Mary, dirigido por Abel Ferrara (2005).
- Maradona, la mano de D10s, como Diego Armando Maradona (ESPAÑOL/ITALO) (2007).
- Red Gold (2009)
- All the money of the World, dirigido por [Ridley Scott] (2016)
- Numb, at the Edge of the End (Español/Inglés). (2017).

### Televisión
- Villa Maltraversi, dirigido por Fabrizio Laurenti (1993) - Película para Televisión
- Pensando all'Africa, dirigido por Ruggero Deodato (1998) - Miniserie de Televisión
- Elisa di Rivombrosa, dirigido por Cinzia TH Torrini (2003) - Serie de Televisión
- Don Matteo (2004), dirigido por Andrea Barzini y Giulio Base (2004) - Serie de Televisión - Episodio: "Vacche Grasse, vacche magre"
- San Pietro, dirigido por Giulio Base (2005) - Miniserie de televisión
- Il capo dei capi, dirigido por Enzo Monteleone y Alexis Sweet (2007) - Miniserie de Televisión
- L'ultimo padrino, dirigido por Marco Risi (2008) - Miniserie de Televisión
- Squadra antimafia - Palermo oggi (2009) - Serie de Televisión
- Los relojes del diablo (2020) - Serie de Televisión